# Beatificación de la Madre Candelaria de San José

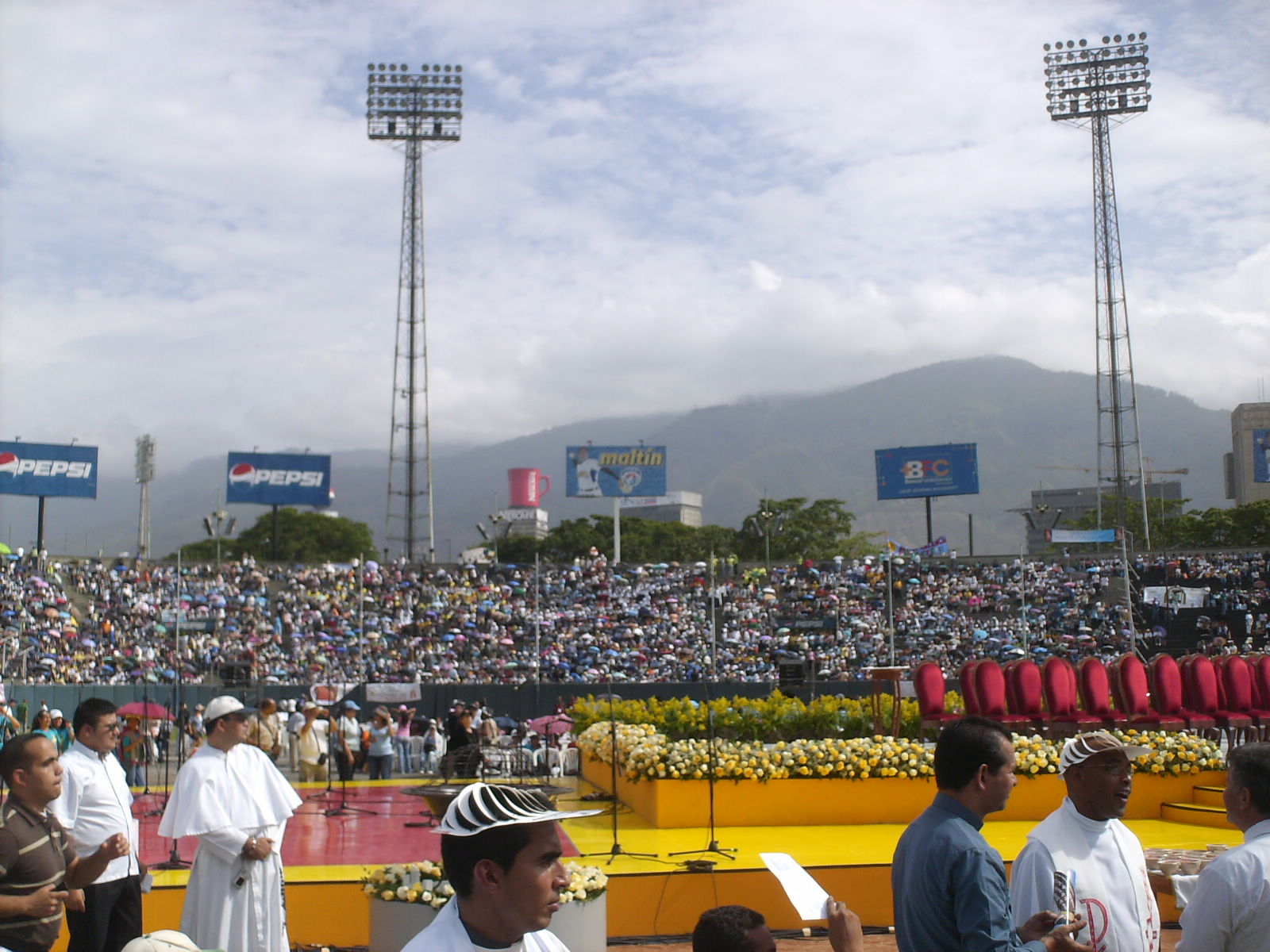
Acto de beatificación de la Madre Candelaria en el estadio universitario de Caracas.

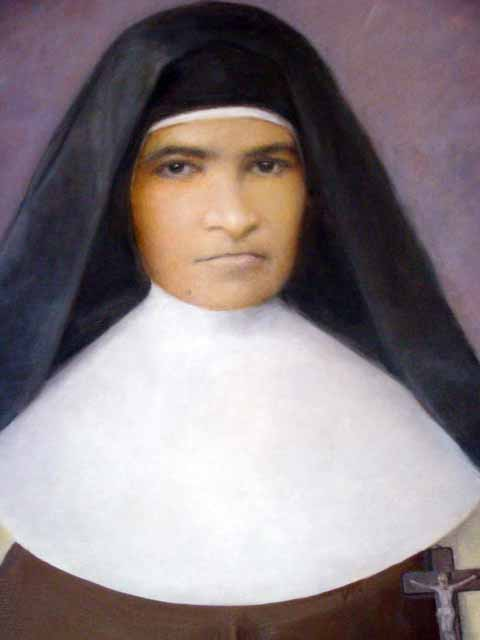
Madre Candelaria.

La beatificación de la Madre Candelaria de San José fue una ceremonia que tuvo lugar en el Estadio Universitario de Caracas, Venezuela, el 27 de abril de 2008, en donde estuvieron presentes más de 50.000 personas, para beatificar a Susana Paz-Castillo Ramírez, convirtiéndose en la segunda beata venezolana, después de la Madre María de San José.

## Proceso de beatificación
Su beatificación fue aprobada por el Papa Benedicto XVI en Roma el 24 de abril de 2008, y según investigación realizada por la Congregación para la Causa de los Santos, La Madre Candelaria de San José tiene aprobado un milagro. En 1995, la señora Rafaela Meza de Bermúdez, residente en Altagracia de Orituco, le fue diagnosticado un embarazo de alto riesgo, con síntomas de insuficiencia cardíaca, anemia y preeclampsia. En la semana 29 de gestación, se le práctico un ecosonograma que mostró ausencia de actividad en el corazón del feto, y por ende, su muerte. La señora Rafaela oró con mucha devoción a la Madre Candelaria de San José y cuando los médicos fueron a limpiar su útero, vieron nacer con asombro a una niña, luego bautizada con el nombre de Milagros Candelaria. Este "milagro viviente" como denominan a Milagros algunos de sus paisanos de Altagracia de Orituco, estuvo presente en el acto de Beatificación.
El representante de la Santa Sede, Su Eminencia Cardenal José Saraiva Martins, Prefecto para la Congregación para las Causas de los Santos, proclamó que la venezolana Candelaria de San José, fundadora de las Hermanas Carmelitas de ese país, fue considera hija del honor de los altares y lo proclamó el 6 de julio de 2008 el Papa Benedicto XVI, para que luego el domingo 27 de abril del mismo año, ya decretada su beatificación por aprobación papal, se llevará cabo la ceremonia para beatificar a la Madre Candelaria.

## Acto de beatificación
Al ser declarada beata la Madre Candelaria, fue decretado el 1° de febrero como el día de su festividad.
Estuvieron presentes grupos musicales, medios de comunicación, figuras religiosas, varias congregaciones del país, invitados del extranjero, entre otros, así como la joven Milagros Candelaria Bermúdez, quien recibió el milagro de Madre Candelaria, su madre Rafaela Meza de Bermúdez y demás familiares.
Cabe resaltar que también estuvieron presentes figuras políticas tales como Henrique Capriles, Leopoldo López y su esposa Lilian Tintori, entre otros representantes opositores venezolanos. Por otro lado, por los simpatizantes del gobierno, estuvo presente el gobernador del estado Guárico Eduardo Manuitt, a excepción de la gran mayoría del gabinete de gobierno, así como el propio presidente Hugo Chávez.